# San Luis Quillota
Club Deportivo San Luis de Quillota – chilijski klub piłkarski z siedzibą w mieście Quillota leżącym w regionie Valparaíso (tzw. region V).

## Osiągnięcia
- Mistrz drugiej ligi chilijskiej (Primera B) (3): 1955, 1958, 1980
- Mistrz trzeciej ligi chilijskiej (Tercera división chilena): 2003

## Historia
San Luis założony został 8 grudnia 1919 roku i gra obecnie w drugiej lidze chilijskiej (Primera B).